# Kuglački klub Pakrac-Papuk
Kuglački klub "Papuk-Pakrac" (K.K. "Papuk-Pakrac" Pakrac; KK Papuk-Pakrac; Papuk-Pakrac) je muški kuglački klub iz Pakraca,  Požeško-slavonska županija, Republika Hrvatska. 
 
U sezoni 2020./21. klub se natječe u "1. B hrvatskoj ligi - Sjever", ligi drugog stupnja hrvatske lige u kuglanju. 

## O klubu
KK "Pakrac-Papuk" je nastao u ljeto 2020. godine spajanjem dva kluba iz Pakraca - "Pakraca" (osnovan 2006., član "1. B lige - Sjever") i "Papuka" (osnovan 1952., član "3. HKL - Istok - Zona Požega"), te je preuzeo mjesto i licencu "Pakraca" kao njegov sljednik u "1. B HKL - Sjever". 

## Uspjesi

### Ekipno
1. HKL / 1. B HKL
- drugoplasirani: 2023./24.

## Pregled plasmana po sezonama
| sezona       | rang lige    | liga             | dio          | poz.         | klubova u ligi | ut           | pob          | ner          | por          | poen+        | poen-        | bod          | napomene     | izvori |
| Pakrac-Papuk | Pakrac-Papuk | Pakrac-Papuk     | Pakrac-Papuk | Pakrac-Papuk | Pakrac-Papuk   | Pakrac-Papuk | Pakrac-Papuk | Pakrac-Papuk | Pakrac-Papuk | Pakrac-Papuk | Pakrac-Papuk | Pakrac-Papuk | Pakrac-Papuk |        |
| ------------ | ------------ | ---------------- | ------------ | ------------ | -------------- | ------------ | ------------ | ------------ | ------------ | ------------ | ------------ | ------------ | ------------ | ------ |
| 2020./21.    | II.          | 1.B HKL - Sjever |              |              | 12             |              |              |              |              |              |              |              |              |        |
|              |              |                  |              |              |                |              |              |              |              |              |              |              |              |        |
|              |              |                  |              |              |                |              |              |              |              |              |              |              |              |        |

## Unutarnje poveznice
- Pakrac
- Kuglački klub Pakrac
- Športski kuglački klub Papuk Pakrac

## Vanjske poveznice
- Kuglački klub Pakrac, facebook stranica
- Gradska Kuglana Pakrac, facebook stranica
- kuglanje.hr, Pakrac-Papuk
- kuglanje.hr, Kuglački klub Pakrac-Papuk - 810091,